# Сейид Хасан ар-Рида аль-Махди ас-Сенусси
Сейи́д Хасан ар-Рида аль-Махди ас-Сенусси (араб. حسن السنوسي‎; 1928, Киренаика или Бенгази — 28 апреля 1992, Вестминстер, Большой Лондон) — наследный принц Королевства Ливия с 26 октября 1956 года по 1 сентября 1969 года.

## Биография
Хасан ар-Рида родился в 1928 году и был пятым сыном Мухаммада ар-Рида ас-Сенусси (1890–1955), брата тогдашнего эмира Киренаики, Мухаммада Идрис ас-Сануси и его десятой жены Имбарайки аль-Фаллатийя. Он получил образование в университетах Аль-Тадж, Куфра и Аль-Азхар в Каире.

### Наследник престола
24 декабря 1951 года Ливия обрела независимость, а страна стала конституционной монархией.
У короля Идриса I не было наследника, что усиливало притязания претендентов на трон из семье ас-Сенусси. От брака с первой женой Фатимой, являвшейся дочерью Ахмеда аш-Шарифа, у монарха родилась только дочь, которая по законам ислама, не могла претендовать на королевский трон. От брака с египтянкой Алией (1955–1957 гг.) детей не было, после чего монарх объявил наследником престола своего племянника Хасана ар-Рида.
20 октября 1954 года королевский указ ограничил линию преемственности ветвью Идриса в семье Сенусси. Брат Идриса, Мухаммад ар-Рида стал наследным принцем, но он умер в 1955 году, после чего 26 октября 1956 года Хасан ар-Рида был назначен наследным принцем своим дядей королем Идрисом I ас-Сануси.
15 августа 1966 года специальным указом Идрис I присвоил своей жене звание королевы. Наследный принц Хасан ар-Рида получил титул «Его королевское высочество». Всем членам королевского дома мужского пола было присвоено звание принца с титулом «Его высочество». Этим указом король положил конец оппозиции против Хасана ар-Риды в кругах сторонников монархии. Но монарх не дал кронпринцу возможности проявить политические или исполнительные способности.
Причиной решения короля Идриса I о назначении своего племянника Хасана ар-Рида наследником престола было связано с закулисной борьбой про-американской и про-британской партии среди придворной элиты. Также, Идрис хотел положить конец разговорам о том, кто же будет королем после него. Так, 25 мая 1957 года, под давлением англичан правительство Мустафы Бен Халима было вынуждено уйти в отставку. Король Идрис I опасался усиления позиции М. Бен Халима, который стремился ограничить властные полномочия монарха, подчинив правительство парламенту, а не королю. В меморандуме, представленном королю в декабре 1954 года, Бен Халим подробно изложил свои планы по преобразованию федеративной системы государства в унитарную с объявлением Ливии республикой. Бен Халим явно надеялся занять в новом государственном аппарате пост вице-президента.
Со своей стороны, американцы советовали королю еще при жизни передать престол наследному принцу Хасану ар-Риде, чтобы его деятельность как короля хотя бы в первое время могла опираться на авторитет и поддержку самого Идриса. Против этого решительно выступали проанглийские силы.
Параллельно, король принял меры для укрепления монархического режима. Еще в начале октября 1965 г. Идрис ввел в состав правительства ряд убежденных монархистов, а бывшего премьер-министра Махмуда аль-Мунтасира назначил начальником своей канцелярии, предоставив ему широкие полномочия. По рекомендации премьер-министра Хуссейна Мазика были реорганизованы силы безопасности страны: вместо единого управления органов разведки и контрразведки в системе министерства внутренних дел были созданы самостоятельные управления сил безопасности восточных, западных и южных провинций. Таким образом, по мнению правительства, исключалась возможность объединенных действий сил безопасности в случае, если в их рядах сформируется антимонархическая оппозиция. В то же время провинциальные органы были поставлены под двойной контроль – правительства и управлений сил безопасности. При короле был создан совещательный орган, в которую вошли председатели обеих палат парламента, муфтий, ректор исламского университета и председатель Верховного шариатского суда. Был также вдвое увеличен численный состав Сената – опоры монарха в парламенте.
Во время китайско-индийского конфликта кронпринц поддерживал Дели, публично осудив "агрессию Китая против Индии". Так, наследный принц Хасан ар-Рида в беседе с членами индийской делегации выразил убеждение, что свободолюбивые нации, особенно мусульмане, должны сотрудничать с Индией и поддерживать ее против Китая, который, по мнению принца, решил навязать миру силой свою "нечестивую политику".

### Переворот 1969 года
События сентября 1969 года оказались поворотными как для наследного принца Хасана, так и для Ливии. По словам европейских и американских газет, в течение ряда лет режим Идриса I испытывал давление со стороны насеровского Египта и находился под угрозой подрывной деятельности извне.
В западной прессе появлялись публикации (со ссылкой на ливийское правительство), где говорилось о «заговоре» с целью ликвидации монархии и создание республики с последующей перспективой «объединения с Египтом». 25 марта 1965 года в английском бюллетене «Форин Рипорт» было написано о точке зрения ливийских «сторонников Насера», которые считали, что после смерти короля «может возникнуть хаос» и интересы Ливии потребуют объединиться с Египтом. Французская газета «Монд» 27 и 28 сентября того же года пророчила два возможных пути для Ливии после смерти престарелого монарха: либо «путь анархии», либо путь «нынешней стабилизации».
Сторонники монархии рассчитывали, что после смерти короля власть в свои руки возьмет генеральный штаб армии и «спокойно» возведет на престол законного наследника. В случае же «беспорядков» Англия на основе англо-ливийского договора о «дружбе» введет в Ливию свои войска. Однако среди сторонников монархии не было единства в вопросе о наследнике Хасане ар-Риде. Следовательно, противники кронпринца искали другого претендента на ливийский трон. В английской прессе отмечалось, что в прошлом Хасан ар-Рида несколько увлекался арабским национализмом, но после того, как был провозглашен наследным принцем, стал осуждать революцию и любую попытку насильственного переворота. Это означало, что англичане поддерживали его кандидатуру. В кругах придворной верхушки вынашивали план, согласно которому в случае, если американцы попытаются вмешаться во внутриполитическую ситуацию с использованием мощи 6-го флота, то англичане должны были ввести свои войска и оккупировать Ливию.
После переворота, советские военно-морские силы расположились вдоль ливийского побережья. Советы следили за кораблями 6-го флота США более пристально. Этим действием, советы косвенно предупреждали американцев держаться подальше от событий в Ливии. Скорее всего, СССР пытался пресечь действия со стороны США, аналогичных высадке десанта в Ливане во время кризиса 1958 года или интервенции в Доминиканскую Республике в 1965 году. В то же время, Советы заработали себе определенный политический и психологический капитал в глазах арабов. Сразу после переворота новое правительство Ливии публично выразило «благодарность» ВМФ СССР за то, что он не позволил 6-му флоту США «вмешаться» во внутриполитические дела страны.
Как наследный принц, Хасан был первым наследником ливийского престола. Больной Идрис I представил 4 августа 1969 года президенту сената подписанный документ, в котором король должен был отречься от престола в пользу наследного принца. В документе об отречении было указано 2 сентября, дата, когда король официально обязался уйти в отставку. Действительно, наследный принц уже осуществлял королевские полномочия от имени короля Идриса I до 2 сентября. Однако 1 сентября, когда Идрис I находился за пределами страны и проходил курс лечения в Турции, группа офицеров ливийской армии под руководством Муаммара Каддафи, подняла военный мятеж и объявила о свержении монархии. Таким образом, наследный принц так и не смог занять престол. В качестве наследного принца Хасан ар-Рида неоднократно совершал официальные поездки за границу, в частности, для ведения переговоров о покупке американских истребителей у администрации Кеннеди для ВВС Ливии.
Король Идрис сначала отказался поверить сообщениям информационных агентств и пытался дозвониться до Триполи , где он оставил вместо себя кронпринца, но телефон молчал. Во второй половине дня 1 сентября Хасан ар-Рида объявил по радио о своем отречении от престола.
Заявление зачитал сам принц: «Я, Хасан Рида, вице-король Ливии, заявляю ливийскому народу и всему миру, что я отрекаюсь от всех своих конституционных прав в качестве наследника престола. Это мое заявление является официальным документом об отречении, которое я сделал по собственной воле, Аллах свидетель тому, что я говорю. Я также прошу все слои народа поддержать этот режим, как я поддерживаю его, и не применять оружия. Тот, кто не сделает этого, не будет иметь ничего общего со мной». Идрис I понял, что его режим пал и 8 сентября официально отрекся от престола.
9 сентября военные правители Ливии объявили о создании кабинета в составе семи гражданских лиц и двух армейских офицеров. Совет революционного командования Ливии также назначил нового главнокомандующего вооруженными силами страны - им стал 27-летний старший капитан Муаммар Каддафи, получивший звание полковника.

### Домашний арест и смерть
После переворота Хасан ар-Рида содержался под домашним арестом в Ливии, предстал перед Народным судом Ливии и в ноябре 1971 года приговорен к трем годам тюремного заключения.
В 1984 году наследный принц и его семья были изгнаны из своего дома. Принца и его детей заставили смотреть как сжигают их дом. Они вынуждены были переселиться в каютах на одном из общественных пляжей Триполи. Именно в этих каютах наследный принц перенес инсульт в 1986 году. В 1988 году полковник Каддафи разрешил наследному принцу отправиться на лечение в Лондон, где он умер 28 апреля 1992 года. Кронпринц Хасан ар-Рида был похоронен на кладбище Аль-Баки в саудовской Медине рядом со своим дядей королем Идрисом.
Перед своей смертью в 1992 году Хасан ар-Рида назначил своего второго сына, Мохаммеда ас-Сенусси (род. 1962) своим преемником и главой Королевского дома Ливии.